# Gabaldon (Philippines)
Pour les articles homonymes, voir Gabaldon.
Gabaldon est une localité de la province de Nueva Ecija, aux Philippines. En 2015, elle compte 35 383 habitants.